# Louis Defos
Pour les articles homonymes, voir Defos.
Louis Defos, né le 25 décembre 1866 à Albi (Tarn) et mort le 5 août 1919 à Paris, est un homme politique français.

## Biographie
Médecin, il est conseiller général du canton de Chevagnes en 1913 et député de l'Allier de 1914 à 1919, inscrit au groupe Républicain socialiste. 

## Sources
- « Louis Defos », dans le Dictionnaire des parlementaires français (1889-1940), sous la direction de Jean Jolly, PUF, 1960 [détail de l’édition]